# Carlia storri
Carlia storri — вид сцинкоподібних ящірок родини сцинкових (Scincidae). Мешкає в Австралії і Папуа Новій Гвінеї. Вид названий на честь австралійського герпетолога Глена Мільтона Сторра.

## Поширення і екологія
Carlia storri мешкають на півострові Кейп-Йорк в штаті Квінсленд, на південний схід до Таунсвілля, на островах Торресової протоки і на півдні Нової Гвінеї, в Західній провінції Папуа Нової Гвінеї. Вони живуть в сухих склерофітних лісах і рідколіссях з рідким трав'янистим підліском, на узліссях, у вторинних заростях, прибережних чагарникових заростях і евкаліптових лісах, у лісовій підстилці. Зустрічаються на висоті до 200 м над рівнем моря. Віддають перевагу тінистим, вологим мікросередовищам.